# Сеньораж
Сеньора́ж (фр. seigneuriage — «власть сеньора, владение сеньора») — доход, получаемый от эмиссии денег и присваиваемый эмитентом на праве собственности. Сеньораж не следует смешивать с родственным ему понятием инфляционный налог.
В условиях товарных и фидуциарных (условных, или фиатных), денег сеньораж получается существенно различными способами.

## Сеньораж в условиях товарных денег
В средневековой Европе право на получение платы за чеканку монет являлось одной из сеньоральных регалий. Тем не менее собственно чеканкой могло заниматься и частное предприятие. Услуга монетного двора заключалась в чеканке серебряной или золотой монеты из предоставленного заказчиком металла. Часть этого металла служила платой и составляла валовой сеньораж, который делился на доход владельца монетного двора (брассаж) и доход суверена (чистый сеньораж).
Затраты на непосредственную чеканку монет крупных номиналов были незначительно выше затрат на производство разменных монет, тогда как их вес был в десятки и сотни раз выше. Поэтому в некоторых странах плата за чеканку различалась в зависимости от номинала производимых монет. В других странах, напротив, плата выражалась в проценте от веса и была единой для монет всех номиналов (хотя и отличалась для золотых и серебряных монет), но изменялся брассаж. Например, во Флоренции в 1347 году ставки валового сеньоража и брассажа составляли:
| монета   | номинал (в денариях) | норма брассажа | норма валового сеньоража |
| -------- | -------------------- | -------------- | ------------------------ |
| пикколо  | 1d                   | 15,65 %        | 17,8 %                   |
| каттрино | 4d                   | 6,22 %         | 6,6 %                    |
| грош     | 32d                  | 1,2 %          | 4,6 %                    |
| флорин   | 744d                 | 0,14 %         | 0,6 %                    |

Напротив, во Франции плата за чеканку не зависела от номинала монеты. Если рассматривать лишь годы с постоянной монетной стопой, то в 1354—1490 годах валовой сеньораж составлял в среднем 7,5 % для серебра и 2,0 % для золота. Для сравнения, в 1402 году брассаж составил для денье (1d) — 10,67 %, для блана (10d) — 6,46 %, для экю (270d) — 0,72 %.
Когда металлическое содержание монеты не пересматривалось, объём чеканки был невелик, и сеньораж составлял 0,1—0,5 % доходов суверена. Суверен мог извлекать из этой регалии значительно больший доход путём одновременного пересмотра веса монет и взвинчивания сеньоража. В периоды снижения металлического содержания монеты во Франции между 1354 и 1490 годами сеньораж достигал в среднем 21,7 % для серебряной монеты и 4,3 % для золотой, а в 1419—1422 годах ставка для серебра колебалась между 40 и 60 %. Изменение веса монет вело к росту объёма перечеканки, и доходы многократно росли. Например, в 1299 году доходы от сеньоража составляли половину всех доходов короля Франции, почти в 2000 раз превысив доход от чеканки в 1322 году. В 1418 году доходы от сеньоража составляли 76 % всех доходов, в 1419—1420 годах — 91 %. В Англии в 1544—1551 годах сумма сеньоража составила 1,2 млн фунтов, в то время как за 1540—1547 годы налоги достигли только 0,92 млн фунтов.
В Новое время в некоторых странах плата за чеканку монеты была отменена полностью. В частности, в Испании она была отменена в 1608 году, в Великобритании — в 1666 году; в Соединенных Штатах закон о свободной чеканке монеты был принят в 1792 году.

## Сеньораж в условиях фидуциарных денег
Когда деньги не изготавливаются из материала, имеющего эквивалентную стоимость, сеньораж — это прибыль в виде разницы между себестоимостью изготовления и поддержания обращения денежных знаков (бумажных, электронных или других) и их номиналом. Например, если считать, что себестоимость изготовления стодолларовой банкноты — 10 центов, то сеньораж при выпуске такой банкноты составит 99 долларов 90 центов. Но на практике он будет меньше на сумму затрат на охрану, транспортировку и замену банкнот после износа.
Обычно сеньораж является прибылью эмиссионных центров (центральных банков), в том числе имеющих частную форму собственности (Федеральная резервная система (США), Банк Англии до 1946 года). Хотя государство может дополнительно регулировать его использование (например, прибыль ФРС направляется на выплату дивидендов, сумма которых фиксирована на уровне 6 % годовых, а остальное — зачисляется в доходную часть бюджета США).
Если фидуциарные деньги выпускаются в обращение через покупку ценных бумаг (как, например, в США или Канаде), то сеньоражем считается процентный доход с этих бумаг за вычетом себестоимости изготовления денег. Например, если себестоимость изготовления стодолларовой банкноты составляет 10 центов, срок жизни банкноты — 5 лет, центробанк выпускает её в обращение, покупая облигацию стоимостью 100 долларов с ежегодным доходом 1 %, то сеньораж центробанка составит 98 центов в год.
Если деньги выпускаются в обращение через покупку иностранной валюты (как, например, в странах, где действует валютный совет), то ни национальный центробанк, ни государство сеньоража не получает, а весь он достаётся другой стране — эмитенту данной валюты. Правда, это касается только покупки валюты в форме наличных денег и безналичных счетов, в случае же покупки национальным центробанком валюты в форме государственных ценных бумаг (как это обычно и происходит) центробанк получает сеньораж в виде процентного дохода, аналогично сеньоражу при покупке национальных ценных бумаг.
Первый заместитель председателя Центрального банка России Дмитрий Тулин утверждает, что понятие «сеньораж» определено только для товарных, металлических денег, а в условиях фидуциарных денег оно не является общепринятым, не используется в академических учебниках, не употребляется банковскими работниками и сотрудниками органов государственного денежно-кредитного регулирования, нет его в классификации статей национальных и международных стандартов бухгалтерского учёта и финансовой отчетности.

В реальной жизни дохода от эмиссии денег … (то есть как разницы между номиналом выпущенных денег и себестоимостью их выпуска и поддержания обращения), не существует.

…

Если эмиссионный доход (сеньораж) не находит отражения в бухгалтерском учёте и финансовой отчётности участников эмиссионного процесса, то сеньоража не существует — по крайней мере, как материально осязаемого явления, экономической категории, поддающейся количественному измерению.— Д.В. Тулин. «В поисках сеньоража, или легких путей к процветанию»
Широкое использование национальных денег для международных расчётов требует дополнительной эмиссии для обслуживания дополнительного товарного оборота за пределами страны. Такое положение позволяет стране получать импортируемые ценности или иностранные активы, расплачиваясь за них фактически долгосрочными долговыми обязательствами, которые для эмитента дёшевы или даже бесплатны.

Военно-политическая гегемония США во многом держится за счёт эмиссии доллара в качестве мировой резервной валюты и присвоения глобального сеньоража, размер которого составляет около полутриллиона долларов в год и позволяет им легко финансировать свои военные расходы за счёт остального мира.

… для России величина такого налога составляет от 15 до 30 млрд долл. в год
— Сергей Глазьев (14 августа 2008)
Согласно годовому отчёту по независимому аудиту ФРС (США) за 2010 г., эмиссия банкнот в 2010 году составила 53,7 млрд долларов. Процентный доход с государственных ценных бумаг составил 26,4 млрд долларов, причём, как видно из отчёта, эта сумма была полностью возвращена в федеральный бюджет США. Соответственно весь сеньораж в размере почти 53,7 млрд (за вычетом затрат на изготовление банкнот) поступил в распоряжение правительства США.
Учитывая, что примерно две трети выпускаемых долларов уходит за пределы страны, глобальный сеньораж США в 2010 г. составил около 36 млрд долларов.